# Aleksander Stavre Drenova
Aleksander Stavre Drenova, také známý pod svým literárním pseudonymem Asdreni, (11. dubna 1872 Drenova – 11. prosince 1947 Bukurešť) byl albánský básník. Jeho nejznámější básní je text k albánské hymně.
Narodil se ve vesnici Drenova (Drenovë) poblíž Korçë, studoval v řecké škole ve své vesnici. Jeho otec zemřel, když bylo Aleksanderovi třináct. V roce 1885 se Drenova přestěhoval do Bukurešti, kde se připojil ke svým bratrům. Zde se také setkal s albánskými spisovateli a nacionalisty.
V roce 1904 Asdreni publikoval svou první sbírku devadesáti devíti básní, nazvanou Rreze dielli (Sluneční paprsky), věnovanou Skanderbegovi, albánskému národnímu hrdinovi. Jeho druhá sbírka, také v rozsahu devadesáti devíti básní, se jmenovala Ëndrra e lotë (Sny a slzy) a byla vydána v roce 1912. Tato byla věnována britské antropoložce Edith Durhamové, zabývající se Albánií. Asdreniho třetí básnická sbírka, Psallme murgu (Mnichovy žalmy), byla vydána v roce 1930.
Po krátké návštěvě Albánie v roce 1914 se Aleksander vrátil do Rumunska a pokračoval ve své činnosti v albánském národním hnutí. Znovu navštívil Albánii v roce 1937, ale znovu se vrátil do Rumunska, kde žil po zbytek svého života.[zdroj⁠?!]